# Bariumdichromat
Bariumdichromat ist das Bariumsalz der im freien Zustand instabilen Dichromsäure.

## Eigenschaften
Das Dihydrat liegt in braun-roten Nadeln vor, die sich beim Erhitzen und Lösen in Wasser zersetzen.

## Verwendung
Bariumdichromat wird als selektives Oxidationsmittel für die Oxidation von primären und sekundären Alkoholen zu deren Aldehyden bzw. Ketonen, ohne eine störende Überoxidation, verwendet.

## Externe Links zu erwähnten Verbindungen
1. ↑  Externe Identifikatoren von bzw. Datenbank-Links zu Bariumdichromat-Dihydrat:  CAS-Nr.: 10031-16-0, PubChem: 11739663, ChemSpider: 55369, Wikidata: Q134663277.